# لوسون‌ها

رنگ آبی در نقشه نشان‌دهندهٔ قلمرو قبیلهٔ لوسون است.

لوسون‌ها (به یونانی: Lousones) مردمانی باستانی با فرهنگ و سبک زندگی سلتیبِری در شبه‌جزیرهٔ ایبری (هیسپانیا) بوده‌اند. آن‌ها در درّه‌های بلند پیرامون رودخانهٔ تاجونیا در شمال شرقی گوادالاخارا زندگی می‌کردند. این مردم‌ تهدید مهمی برای رومی‌ها محسوب می‌شدند؛ از این رو، رومیان آن‌ها را در قرن دوّم پیش از میلاد نابود کردند.

## تبار و اصالت
آن‌ها به اشکال گوناگون زبان سلتیبری صحبت می‌کردند و زیرمجموعه‌ای از قبایل سلتیبری بودند.
شواهد فراوانی وجود دارد مبنی بر اینکه اجداد گروه‌های سلتیبری دست‌کم از هزار سال پیش از میلاد (و شاید خیلی پیش‌تر در منطقهٔ مستا) در شبه‌جزیرهٔ ایبری مستقر شده‌اند.
لوسون‌‌ها قبایل مختلطی بودند که عناصری از وابستگی اوّلیه به فرهنگ ایتالیایی (اسکو-لاتین) و گالی را شامل می‌شدند؛ یعنی احتمالاً پیشنیهٔ قبایل لوسون از مجموعه‌قبایل هلوتی در سوئیس کنونی یا حتی پانونیا بوده است که در حدود قرن چهارم پیش از میلاد به شبه‌جزیرهٔ ایبری مهاجرت کردند.
همچنین برخی از پژوهشگران استدلال می‌کنند که آن‌ها مُمکن است با لوسیتانی‌ها ارتباط داشته باشند؛ زیرا مردم لوسیتانی در واقع عضوی جدا شده از لوسون‌ها هستند که در قرن چهارم پیش از میلاد به غرب شبه‌جزیره مهاجرت کردند.

## محل زندگی
جغرافی‌دان یونانی، استرابون، که در سال‌های ۶۳ یا ۶۴ پیش از میلاد زندگی می‌کرد، محل زندگی لوسون‌ها را در نَزدیکی سرچشمهٔ تاجو معرّفی می‌کند؛ درحالی‌که آپیان جایگاه آن‌ها را در راستای رودخانهٔ ابرو می‌داند. در واقع، زمین‌های آن‌ها در منطقهٔ آراگوئن در راستای ابرو میانی، در رشته‌کوه مونکایو (لاتین: Mons Chaunus)، بین رودخانه‌های کوئلیس و هوئچا قرار داشت. زمین‌های آن‌ها غرب ساراگوسا و بیشتر سوریا و استان‌های ناوار جنوبی را اشغال می‌کرد. این مناطق در حاشیهٔ شمال شرقی گوادالاخارا قرار دارند.